# Фостер, Боб
Роберт «Боб» Фостер (англ. Robert «Bob» Foster; 27 апреля 1938, Альбукерке, Нью-Мексико, США — 21 ноября 2015) — американский боксёр-профессионал, выступавший в полутяжёлой и тяжёлой весовых категориях. Абсолютный чемпион мира в полутяжелом весе (1968—1970, 1972—1974). Чемпион мира в полутяжёлой (версия WBC, 1968—1974; версия WBA, 1968—1970 и 1972—1974) весовой категории.

## 1961—1978
Дебютировал в марте 1961 года. В начале карьеры выступал в тяжёлом весе.
Выиграл первые 9 боев.

### Бой с Дагом Джонсом
В октябре 1962 года Фостер встретился с Дагом Джонсом. Фостер и Джонс уже встречались друг с другом в любителях в среднем весе в 1957 году. Оба служили в ВВС США в то время. Джонс сказал, что он победил Фостера в третьем раунде нокаутом, но Фостер отметил, что победа Джонса была решением. Фаворитом в этом бою был Джонс : ставки на его победу принимались из расчета 7 к 2. Фостер получил предложение провести бой за 3 дня до начала, заменив Зора Фолли, который снялся из-за вирусной инфекции. В итоге Джонс победил техническим нокаутом в 8 раунде.

### Бой с Эрни Тарреллом
В июле 1964 года встретился с Эрни Террелом. Фаворитом в этом бою был Таррел: ставки на него принимались из расчета 12 к 5. Таррелл победил нокаутом в 7 раунде.

### Бой с Зоре Фоли
В декабре 1965 года он проиграл по очкам Зоре Фоли.
После этих поражений Фостер спустился в полутяжёлый вес.

### Полутяжёлый вес

#### Чемпионский бой с Диком Тайгером
В мае 1968 года Боб Фостер в 4-м раунде нокаутировал абсолютного чемпиона в полутяжёлом весе Дика Тайгера.
В январе 1969 года Фостер вышел на бой против Фрэнка Депаулы. В 1-м раунде Фостер побывал в нокдауне, однако после этого трижды сам послал противника на настил. По правилу трёх нокдаунов бой прекратили в 1-м раунде.
В мае 1969 года Фостер нокаутировал в 4-м раунде Энди Кенделла.
В апреле 1970 года он в 4-м раунде нокаутировал Роджера Роуса. Роус 4 раза был на полу прежде чем бой остановили.
В июне 1970 года Фостер в 10-м раунде нокаутировал Майка Тессмана.

#### Чемпионский бой с Джо Фрейзером
В ноябре 1970 года состоялся бой между абсолютным чемпионом мира в полутяжёлом весе Бобом Фостером и абсолютным чемпионом мира в тяжёлом весе Джо Фрейзером. Фрейзер нокаутировал противника во 2-м раунде.
Вследствие того, что Фостер дрался с Фрейзером в тяжёлом весе, он был лишён титула WBA. Вскоре Фостер вернулся в полутяжёлый вес.

#### Бой с Хэлом Кероллом
В марте 1971 года встретился с Хэлом Кероллом. Керолл был на полу дважды во 2-м раунде и единожды в 4-м. В 4 раунде Фостер нокаутировал соперника.
В декабре 1971 года Фостер нокаутировал в 3-м раунде Брайана Келли.

#### Объединительный бой с Висенте Рондоном
В апреле 1972 года состоялся объединительный бой в полутяжёлом весе между чемпионом мира по версии WBC Бобом Фостером и чемпионом мира по версии WBA Висенте Рондоном. Фостер нокаутировал противника во 2-м раунде, в котором Рондон дважды оказывался на полу.
В июне 1972 года Фостер нокаутировал в 4-м раунде непобеждённого Майка Квари.

#### Бой с Крисом Финнеганом
В сентябре 1972 года он нокаутировал в 14-м раунде Криса Финнегана. Поединок получил статус «бой года» по версии журнала «Ринг».

#### Бой с Мохаммедом Али
В ноябре 1972 года Фостер проиграл нокаутом в 8-м раунде Мохаммеду Али. Бой прошёл в тяжёлом весе.
В декабре 1973 года Боб Фостер победил по очкам Пьера Фурье.
В июне 1974 года он свёл вничью бой с Хорхе Ахумадой. Вскоре после боя Фостер объявил об уходе из бокса.

## Возвращение
Через год он вернулся и провёл несколько рейтинговых боёв против посредственных противников. Потерпел поражение от угандийца Мустафы Вассажа.
В июне 1978 года Фостер провёл последний бой.